# کوایدان (فیلم)
کوایدان (ژاپنی: 怪談 هپبورن: Kaidan, ت.ت. 'داستان‌های ارواح') یک فیلم آنتولوژی ژاپنی در ژانر ترسناک به کارگردانی ماساکی کوبایاشی محصول سال ۱۹۶۴ و در سبک اکسپرسیونیسم است. این فیلم بر اساس داستان‌های ژاپنی فولکلوری است که لافکادیو هرن آن‌ها را گردآوری کرده و در کتاب کایدان: مطالعات و داستان‌های چیزهای عجیب (۱۹۰۳) منتشر کرد. این فیلم دربرگیرنده چهار داستان جداگانه است. کوایدان به معنی داستان‌های ارواح، تلفظ قدیمی کایدان است.
این فیلم پرخرج‌ترین فیلم ژاپنی تا زمان خود بود و چهار سال صرف تدارک مقدمات آن شد و فیلمبرداریش نیز یکسال به طول انجامید.
این فیلم توانست جایزه ویژه هیئت داوران جشنواره کن را در سال ۱۹۶۵ از آن خود کند.
همچنین نامزد دریافت اسکار بهترین فیلم خارجی‌زبان شد.

## سبک
فیلم کوایدان در استفاده از شکل‌ها و فرم‌های سنتی سرآمد همه فیلم‌های کوبایاشی است. کوایدان، فیلمی آمیخته به رنگ و نور است. در این فیلم، دنیایی انتزاعی و غریب و چشم‌نواز پیش چشمان مخاطبان گشوده می‌شود. کوایدان اولین فیلم رنگی این کارگردان است اما او در این فیلم از رنگ‌های طبیعی استفاده نکرده و حتی نماهایی را که گستره وسیعی داشته‌اند، رنگ آمیزی و نقاشی کرده است. آسمان فیلم او به رنگ زرد و نارنجی و گاه خاکستری است. کوبایاشی برای رسیدن به ایدئال‌های خود چند استودیو و یک آشیانه متروک هواپیما اجاره کرد و دکورهایش را به کمک طراح صحنه‌اش شیگه ماساتودا در آن مکان‌ها ساخت.
با اینکه کوایدان فیلمی ترسناک است اما خشونت‌آمیز و مهیج نیست و بر کشمکش‌های آرام و تعلیق‌های آهسته استوار است. تصاویری که کوبایاشی به کار برده از مکتب اکسپرسیونیسم بوده و از دکور آشکارا دست‌ساز و نورپردازی رنگارنگ پشت صحنه برای فضاهای باز استفاده کرده است. این ویژگی‌ها فضایی همچون داستان‌های خیالی به کار بخشیده است. (از نمونه‌های آن می‌توان به صحنه قبرستان بخش هوییچی بدون گوش و چشم بزرگ پس‌زمینه زن برفی اشاره کرد)

## چهار داستان
- داستان سیه موی، از داستان آشتی که در مجموعه سایه‌ها (۱۹۰۰) به‌دست هرن آورده شده اقتباس شده است. مردی که در کیوتو زندگی می‌کند، از زن بافنده‌اش که او را بسیار دوست دارد جدا می‌شود تا برای به‌دست آوردن وجهه اجتماعی بهتر و پول بیشتر با زن دیگری ازدواج کند. ازدواجش ناموفق است و زن دوم او را از خانه‌اش بیرون می‌اندازد. او به پیش زن اولش برمی‌گردد که او را بی هیچ مشکلی می‌پذیرد. پیش از خواب مرد به وی قول می‌دهد که دیگر هیچ‌وقت او را ترک نکند اما وقتی از خواب برمی‌خیزد می‌بیند که از همسرش چیزی جز لباس، موی مشکی و جمجمه‌اش باقی نمانده است.
- زن برفی، از یکی از داستان‌های کتاب کایدان: مطالعات و داستان‌های چیزهای عجیب (۱۹۰۳) گرفته شده که دربارهٔ شخصیت فولکلور یوکی-اونا است؛ یوکی-اونا، روحی در شکل زنی زیبا است که در هنگامه سرما بر مردمان دور از خانه نمایان شده و آنها را به خواب و در نتیجه مرگ رهنمون می‌سازد.

در این فیلم، یوکی-اونا مرد جوان هیزم‌شکنی را در سرما از مرگ نجات می‌دهد به این شرط که او هیچگاه دراین‌باره با کسی سخن نگوید. او به خانه بازگشته و پس از مدتی با زن زیبای جوانی که اخیراً وارد دهکده شده عروسی می‌کند. یک دهه بعد، که او صاحب فرزند شده، شبی متوجه شباهت زنش به زن برفی می‌شود و با او دربارهٔ زن برفی می‌گوید؛ زن او که واقعاً همان زن برفی بوده و به خاطر علاقه‌اش به مرد به این شکل درآمده، ناگهان به شکل اصلی خود درمی‌آید و پس از یادآوری قول مرد می‌گوید که به خاطر فرزندانش از خون او می‌گذرد و می‌رود.

نگاره‌ای از فیلم؛ صورت شوییچی بدون گوش، پس از اینکه راهبان بر بدن او مانتراهای مقدس را نوشتند.

- هوییچیِ بدون گوش، از کتاب کایدان: مطالعات و داستان‌های چیزهای عجیب (۱۹۰۳) نوشته هرن برگرفته شده است. (البته از داستان هیکه نیز برداشتی داشته است که در کتاب هرن از آن نام برده شده ولی ترجمه‌اش را نیاورده است) از داستان فولکلور هوییچی بدون گوش برگرفته شده است. هوییچی یک سازنواز نابینا بود. (به ژاپنی: 琵琶法師، بیوا-هوشی، که با نام راهبان عودزن نیز شناخته می‌شدند؛ در دوره پیش از میجی در ژاپن دوره می‌گشتند و با ساز زدن گذران زندگی می‌کردند.) او صدای خوبی داشت و به ساز زدن و خواندن داستان هیکه دربارهٔ نبرد دان نو اورا (جنگی بین امپراتور آنتوکو و میناموتو نو یوریتومو در پایان جنگ گنپی) می‌پرداخت و در معبد زندگی می‌کرد. ارواح صدای او را می‌شنوند و روح یک جنگجو هر روز به دنبال او آمده و او را به مکانی می‌برد تا برای ارواح خاندان امپراتوری درگذشته، داستان نبردی را که در آن کشته شدند بخواند. این کار باعث ضعیف شدن او می‌شود. راهبان برای اینکه دیگر ارواح او را نتوانند ببینند و از دست ارواح در امان باشد، دعایی مقدس بر سرتاسر بدن او می‌نویسند: اما راهبان گوش‌های او را فراموش می‌کنند و همین باعث می‌شود که شب بعد، ارواح که فقط گوش‌های او را می‌بینند آنها را بکنند.
- در یک فنجان چای، نویسنده‌ای داستانی را تعریف می‌کند دربارهٔ یک سامورایی که در هنگام خوردن فنجانی چای تصویر صورت مردی را می‌بیند که به او می‌خندد. آن تصویر متعلق به روح سامورایی دیگری است که شب بعد به نزدش می‌آید اما او با شمشیرش به او حمله کرده و شکستش می‌دهد. شب بعدی، ارواح دیگری برای کشتن سامورایی و انتقام می‌آیند. داستان با گفتن اینکه نویسنده بقیه آن را ننوشته ناتمام می‌ماند.

## بازیگران
| بازیگر           | نقش                                   |
| ---------------- | ------------------------------------- |
| میچیو آراتاما    | زن اول (در بخش کوروکامی)              |
| میساکو واتانابه  | زن دوم (در بخش کوروکامی)              |
| رنتارو میکونی    | شوهر (در بخش کوروکامی)                |
| کنجیرو ایشی‌یاما  | پدر (در بخش کوروکامی)                 |
| رانکو آکاگی      | مادر (در بخش کوروکامی)                |
| فومی کیتاهارا    | (در بخش کوروکامی)                     |
| یوشیکو ایدا      | (در بخش کوروکامی)                     |
| اوتومو تسوکیمیا  | (در بخش کوروکامی)                     |
| کنزو تاناکا      | (در بخش کوروکامی)                     |
| کیوشی ناکانو     | (در بخش کوروکامی)                     |
| تاتسویا ناکادای  | مینوکیچی (در بخش یوکی-اونا)           |
| کیکو کیشی        | زن برفی (در بخش یوکی-اونا)            |
| یوکو موچیزوکی    | مادر مینوکیچی (در بخش یوکی-اونا)      |
| کاتسوئو ناکامورا | شوییچی (در بخش شوییچی بدون گوش)       |
| تتسورو تامبا     | سامورایی (در بخش شوییچی بدون گوش)     |
| تاکاشی شیمورا    | راهب بزرگ (در بخش شوییچی بدون گوش)    |
| اوسامو تاکیزاوا  | نویسنده/راوی (در بخش در یک فنجان چای) |
| کی ساتو          | روح سامورایی (در بخش در یک فنجان چای) |

## دستاوردها
این فیلم موفق به دریافت ۵ جایزه و دو نامزدی شد.
| سازمان یا جشنواره             | جایزه                          | موضوع/برندگان                         | نتیجه    |
| ----------------------------- | ------------------------------ | ------------------------------------- | -------- |
| جایزه اسکار (۱۹۶۶)            | اسکار                          | بهترین فیلم خارجی                     | نامزدشده |
| جشنواره فیلم کن (۱۹۶۵)        | جایزه ویژه هیئت داوران         |                                       | برنده    |
| جشنواره فیلم کن (۱۹۶۵)        | Palme d'Or                     |                                       | نامزدشده |
| (۱۹۶۵) Kinema Junpo Awards    | بهترینی فیلمنامه (یوکو میزوکی) |                                       | برنده    |
| Mainichi Film Concours (۱۹۶۶) | Mainichi Film Concours         | بهترین کارگردانی هنری (شیگه‌ماسا تودا) | برنده    |
| Mainichi Film Concours (۱۹۶۶) | Mainichi Film Concours         | بهترین سینماتوگرافی (یوشیو میاجیما)   | برنده    |
| Sant Jordi Awards (۱۹۶۸)      | Sant Jordi                     | بهترین فیلم خارجی                     | برنده    |